# ليكالوبيكس
جنس الليكالوبيكس (الاسم العلمي: Lycalopex) هو جنس من الكلبيات توجد في أمريكا الجنوبية. النوع الأكثر شيوعاً منها هو: الثعلب الرمادي الأرجنتيني ذو الآذان الكبيرة. تُصطاد هذه الثعالب للحصول على فرائها في الأرجنتين، وأيضاً بسبب سمعتها المبالغ بها على اعتبار أنها «قتلة الحملان».

## أصل التسمية
ليكالوبيكس هي كلمة إغريقية الأصل" λύκος / lúkos" تعني حرفيا «الذئب الثعلب» ويسمى أيضا هذا الجنس بPseudalopex وتعني «الثعلب الوهمي».

## الأنواع
- Lycalopex culpaeus *ذئب ماجلان
- ثعلب داروين *ثعلب داروين
- ثعلب أميركا الجنوبية الرمادي *الثعلب الرمادي الأرجنتيني ذو الآذان الكبيرة
- Lycalopex gymnocercus *ثعلب أراضي البامباس
- ثعلب أشيب *ثعلب البرازيل
- Lycalopex sechurae *ثعلب صحراء سوشيرا